# China Airlines

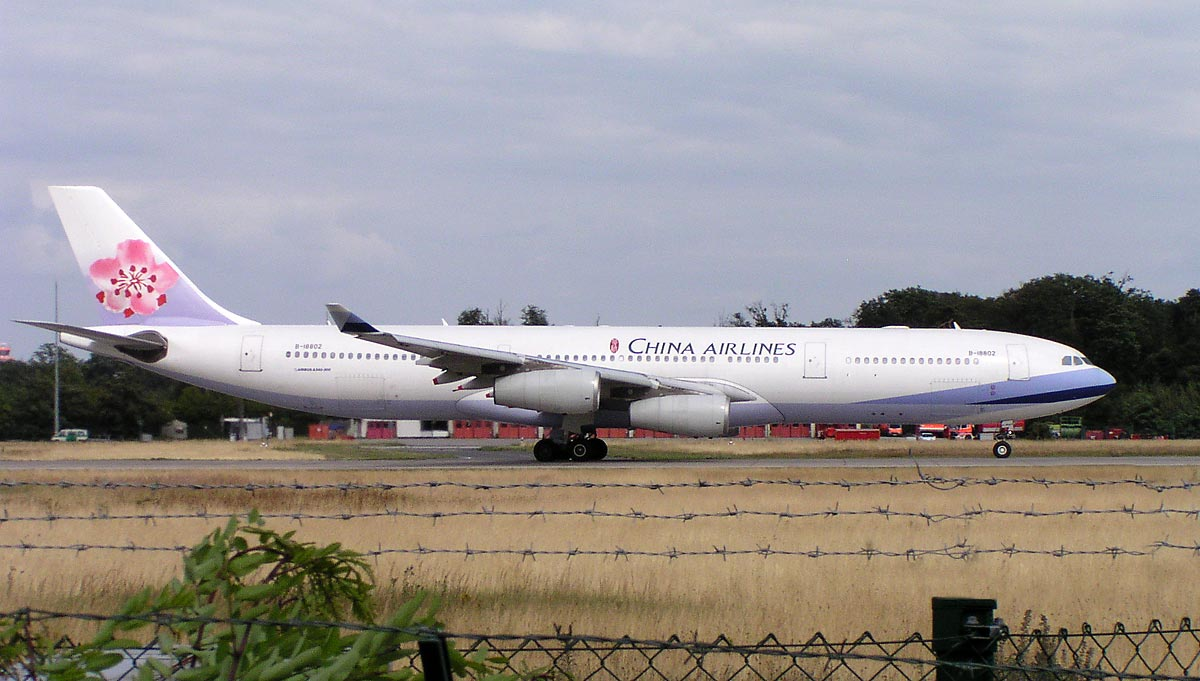
Airbus A340-300X

China Airlines är Taiwans statliga flygbolag och därtill landets största.
China Airlines grundades 1959. Huvudflygplats är Taiwan Taoyuan International Airport. Huvudkonkurrenten är EVA Air. China Airlines är medlemmar i flygalliansen Skyteam.

## Flotta
| Flygplan           | Antal               | Passagerare (F/J/C/Y) | Linjer (01 JUL 09) | Övrigt                                     |
| ------------------ | ------------------- | --------------------- | --- | ------------------------------------------ |

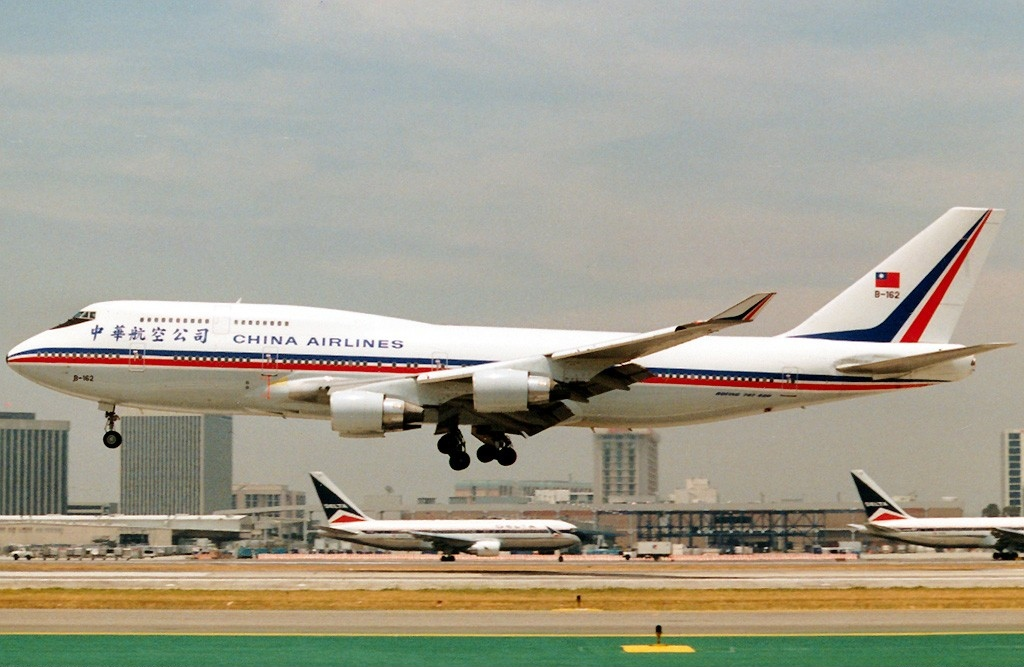
Boeing 747-400 (gamla färgschema)

| Airbus A330-300    | Kort distans 11     | 333 313 (-/36/-/277)  | Från Taipei Taoyuan till: Chengdu, Hangzhou*, Hongkong-Bangkok, Denpasar, Fukuoka, Guam, Ho Chi Minh-staden, Hongkong, Jakarta, Hongkong-Jakarta, Kuala Lumpur, Nagoya, Nanjing*, Ningbo*°, Osaka Kansai, Singapore-Surabaya, Tokyo Narita, Ürümqi, Xi'an och Xiamen**. Från Kaohsiung till: Hangzhou*, Hongkong, Ningbo*°, Shanghai Pudong, och Shenzhen°. |                                            |
| Airbus A330-300    | Long distans 6      | 33A 307 (-/30/-/277)  | Från Taipei Taoyuan till: Brisbane, Delhi och Sydney |                                            |
| Airbus A340-300    | 6                   | 276 (-/30/-/246)      | Från Taipei Taoyuan till: Bangkok, Frankfurt, Ho Chi Minh-staden, Hongkong, Honolulu, Manila, Bangkok-Rom, Seoul Incheon, Tokyo Narita, Vancouver och Wien | Ersätts av Airbus A350-900XWB 2015.        |
| Airbus A350-900XWB | 14 Order 6 Optioner | 327 (-/36/-/291)      | | Tas i trafik: 2015. Ersätter: Airbus A340. |
| Boeing B737-800    | 10                  | 158 (-/-/8/150)       | Från Taipei Taoyuan till: Changsha*°, Denpasar, Hanoi, Hiroshima, Hongkong, Jeju*, Koror, Manila, Okinawa, Pinang, Phnom Penh, Phuket, Nya Chitose-flygplatsen, Shenyang°, Xi'an°, Zhengzhou Från Kaohsiung till: Bangkok, Denpasar, Hongkong, Jeju*, Nagoya, och Singapore. | ° Startar i september.                     |
| Boeing B747-400    | 9                   | 744 397 (14/-/64/319) | Från Taipei Taoyuan till: Bangkok-Amsterdam, Peking, Denpasar, Guangzhou, Hongkong^, Tokyo Narita-Honolulu, Anchorage-New York JFK, San Francisco, Shanghai Pudong, Shenzhen och Tokyo Narita. |                                            |
| Boeing B747-400    | 4                   | 74C 375 (12/49/-/314) | Från Taipei Taoyuan till: Hongkong^, Los Angeles och Tokyo Narita |                                            |
| Boeing B747-400F   | 20                  | Frakt                 | Från Taipei Taoyuan till: Abu Dhabi, Anchorage, Bangkok, Colombo, Delhi, Hanoi, Ho Chi Minh-staden, Hongkong, Houston, Jakarta, Manila, Nagoya, Osaka Kansai, Kuala Lumpur, Pinang, Jakarta, Los Angeles, San Francisco, Seattle, Shanghai Pudong, Singapore och Tokyo Narita. Från Kaohsiung till: Anchorage och Hongkong. Via olika stop från Taipei Taoyuan till: Amsterdam, Atlanta, Chicago, Frankfurt, Ho Chi Minh-staden, Houston, Kuala Lumpur, Luxemburg, Manchester, Miami, Milano, Nashville, New York JFK, Pinang, Prag, San Francisco, Seattle, Singapore och Stockholm. |                                            |
| Embraer E190       |                     | 104 (-/-/-/104)       | Från Taipei Taoyuan till: Cebu**, Chiang Mai**, Kalibo* och Rangoon**. Från Kaohsiung till: Manila och Seoul Incheon. Från Taichung till: Hangzhou** och Ningbo Lishe**. | Hyrda från Mandarin Airlines.              |

F - First Klass, J - Dynasty Supreme , C - Dynasty Klass , Y - Economy Klass.

* Opererade som Mandarin Airlines. ** Opererade av Mandarin Airines.